# Oncocnemis astrigata
Oncocnemis astrigata là một loài bướm đêm trong họ Noctuidae.